# Niphona belligerans
Niphona belligerans är en skalbaggsart som beskrevs av Carlo Pesarini och Andrea Sabbadini 1997. Niphona belligerans ingår i släktet Niphona och familjen långhorningar. Inga underarter finns listade i Catalogue of Life.